# Церковь Святой Марии (Ройтлинген)

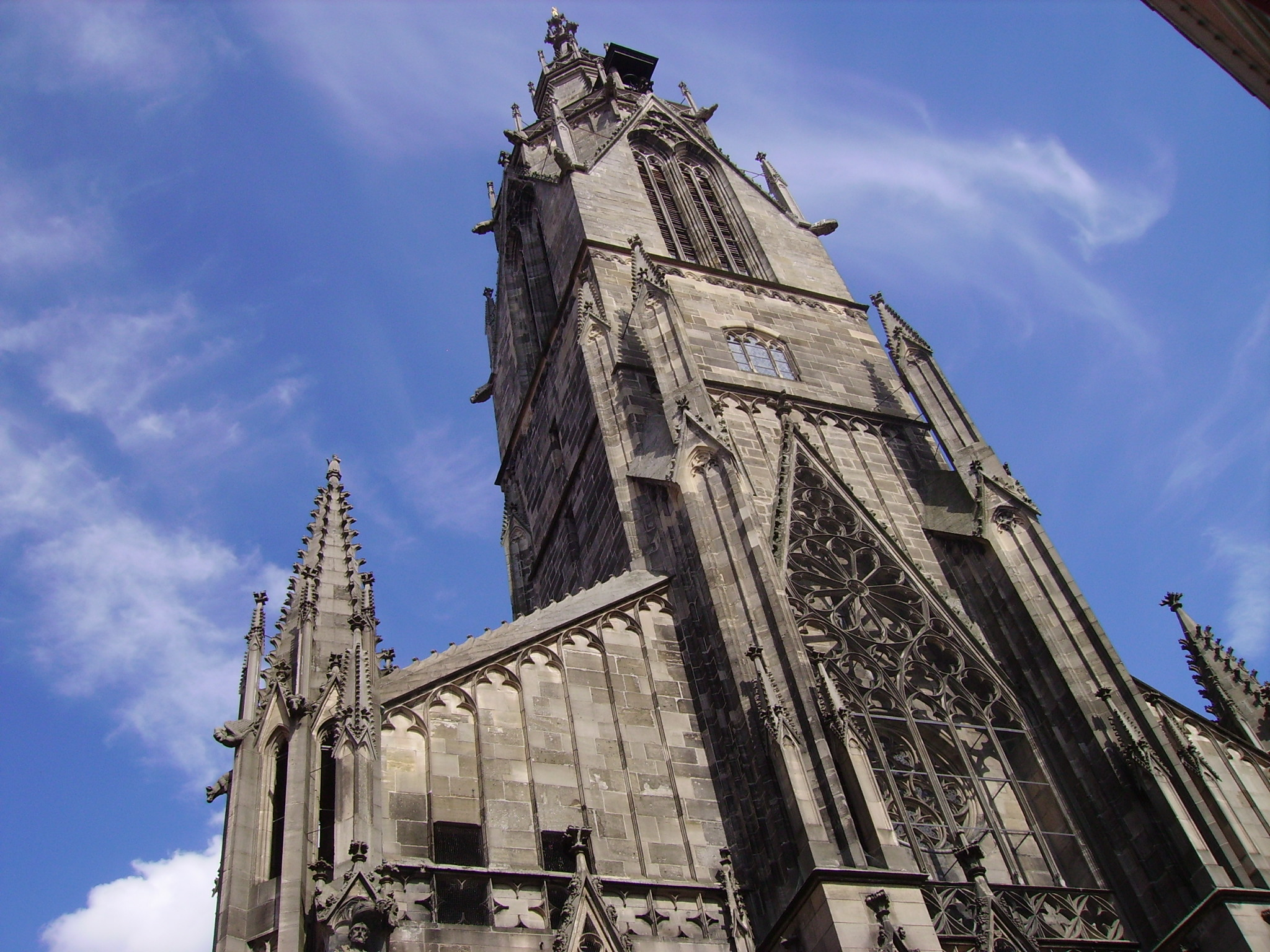
Главная башня церкви Святой Марии в центре Ройтлингена

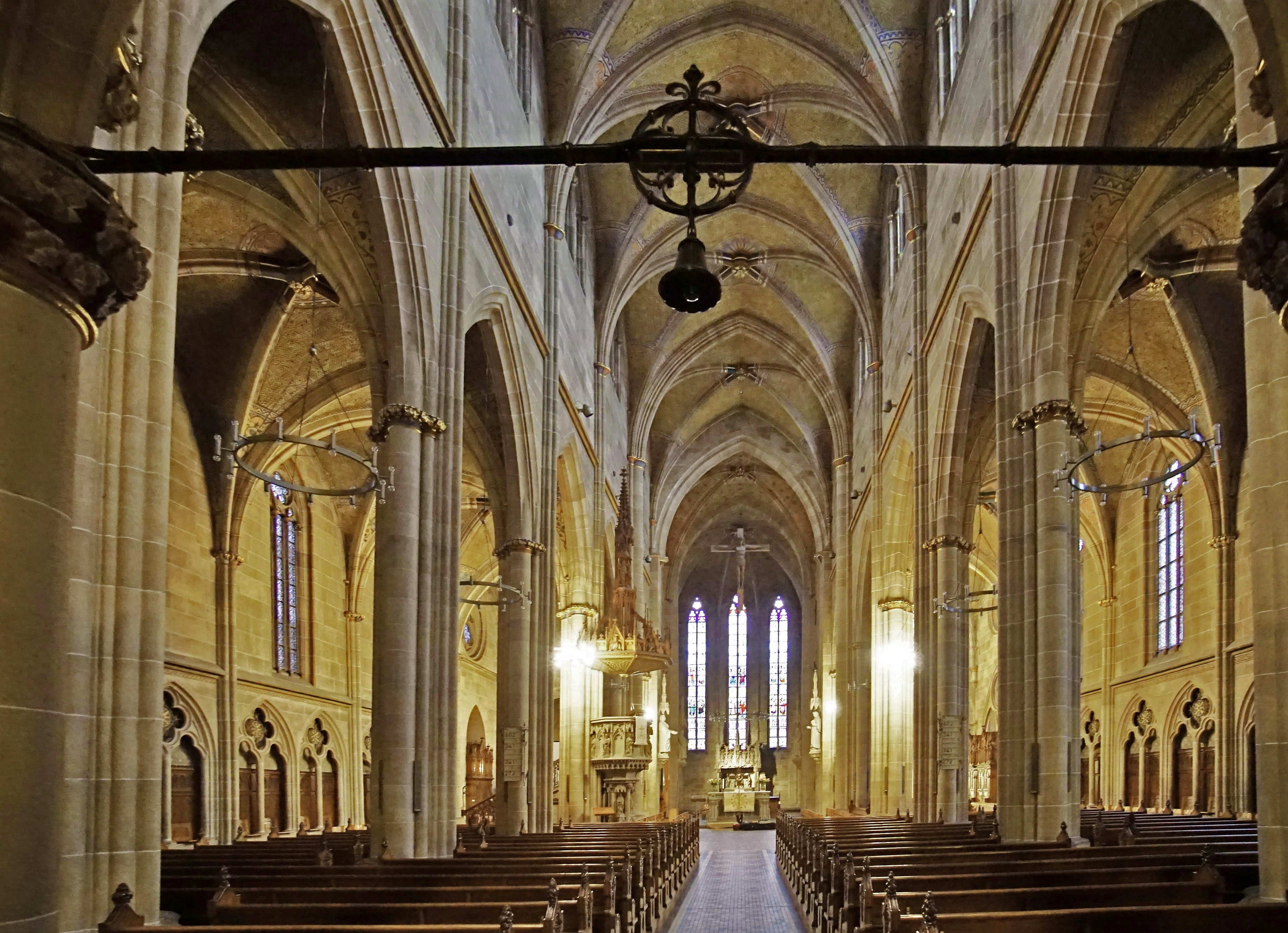
Интерьер церкви Святой Марии

Церковь Святой Марии (нем. Marienkirche) — церковь в Ройтлингене, Германия. Была построена в 1247—1343 годах и является одним из наиболее значимых готических зданий в Швабии.
В 1520—1540-х годах церковь была центром швабского реформатора Маттеуса Альбера, который распространял учение Мартина Лютера в Ройтлингене и окрестностях. Церковь сильно пострадала во время пожара в 1726 году. С 1893 по 1901 год она была перестроена в стиле неоготики. На 71-метровой западной башне сияет позолоченный ангел 1343 года.
С 1988 года церковь является Национальным памятником культуры.